# Fuglebjerg
Fuglebjerg é um município da Dinamarca, localizado na região este, no condado de Vestsjaelland.
O município tem uma área de 140,60 km² e uma população de 6 565 habitantes, segundo o censo de 2004.